# Cass County (Missouri)
Das Cass County ist ein County im US-amerikanischen Bundesstaat Missouri. Im Jahr 2020 hatte das County 107.824 Einwohner und eine Bevölkerungsdichte von 59,6 Einwohnern pro Quadratkilometer. Der Verwaltungssitz (County Seat) ist Harrisonville, das nach Albert G. Harrison benannt wurde, einem Mitglied im Kongress der Vereinigten Staaten.
Das Cass County ist Bestandteil der Metropolregion Kansas City.

## Geografie
Das County liegt im äußersten Westen von Missouri und grenzt im Westen an Kansas. Es hat eine Fläche von 1820 Quadratkilometern, wovon zehn Quadratkilometer Wasserfläche sind. An das Cass County grenzen folgende Nachbarcountys:
| Johnson County (Kansas) | Jackson County |                |
| Miami County (Kansas)   |                | Johnson County |
|                         | Bates County   | Henry County   |

## Geschichte

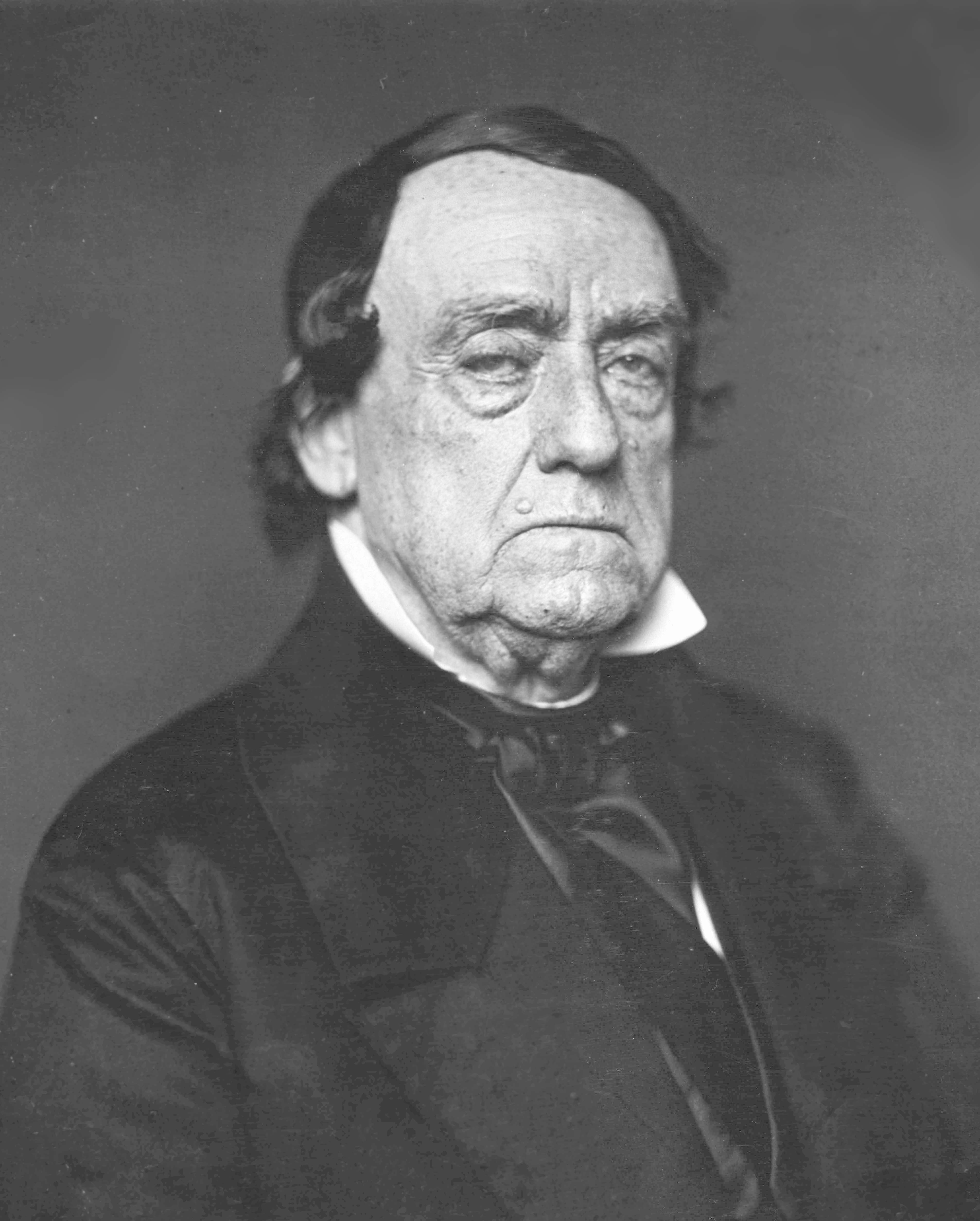
Lewis Cass

Das Cass County wurde am 3. März 1835 als Van Buren County aus Teilen des Jackson Countys gebildet. 1848 wurde es umbenannt in Cass County, benannt nach Lewis Cass, einem US-Senator und Präsidentschaftskandidaten.

## Demografische Daten
Nach der Volkszählung im Jahr 2010 lebten im Cass County 99.478 Menschen in 35.957 Haushalten. Die Bevölkerungsdichte betrug 55 Einwohner pro Quadratkilometer. In den 35.957 Haushalten lebten statistisch je 2,68 Personen.
Ethnisch betrachtet setzte sich die Bevölkerung zusammen aus 91,7 Prozent Weißen, 3,5 Prozent Afroamerikanern, 0,5 Prozent amerikanischen Ureinwohnern, 0,6 Prozent Asiaten sowie aus anderen ethnischen Gruppen; 2,0 Prozent stammten von zwei oder mehr Ethnien ab. Unabhängig von der ethnischen Zugehörigkeit waren 4,0 Prozent der Bevölkerung spanischer oder lateinamerikanischer Abstammung.
26,5 Prozent der Bevölkerung waren unter 18 Jahre alt, 61,6 Prozent waren zwischen 18 und 64 und 11,9 Prozent waren 65 Jahre oder älter. 50,7 Prozent der Bevölkerung war weiblich.

Das jährliche Durchschnittseinkommen eines Haushalts lag bei 59.226 USD. Das Prokopfeinkommen betrug 25.740 USD. 9,0 Prozent der Einwohner lebten unterhalb der Armutsgrenze.

## Ortschaften im Cass County
| Citys - Archie - Belton - Cleveland - Creighton - Drexel1 - East Lynne | 0 - Freeman - Garden City - Harrisonville - Kansas City2 - Lake Annette - Lake Winnebago | 0 - Lee’s Summit3 - Peculiar - Pleasant Hill - Raymore - Strasburg | Villages - Baldwin Park - Gunn City - Loch Lloyd - West Line |

Unincorporated Communities
| - Austin - Avon - Coleman - Crossroads School - Daugherty | - Dayton - Everett - Gowdy - Hadsell - Harrelson | - Huber - Jaudon - Lisle - Lone Tree - Main City | - Old Peculiar - Ore - Prettyman - Riverview Estates - Wingate |

1 – teilweise im Bates County

2 – teilweise im Clay, Jackson und im Platte County

3 – teilweise im Jackson County

## Gliederung
Das Cass County ist in 18 Townships eingeteilt:
| Township             | Einwohner (2010) | FIPS     |
| -------------------- | ---------------- | -------- |
| Austin Township      | 2096             | 29-02620 |
| Big Creek Township   | 4442             | 29-05374 |
| Camp Branch Township | 2344             | 29-10936 |
| Coldwater Township   | 1217             | 29-15382 |
| Dayton Township      | 1071             | 29-18604 |
| Dolan Township       | 1571             | 29-19738 |
| Everett Township     | 484              | 29-22942 |
| Grand River Township | 11.530           | 29-28252 |
| Index Township       | 1401             | 29-35072 |

| Township                | Einwohner (2010) | FIPS     |
| ----------------------- | ---------------- | -------- |
| Mount Pleasant Township | 20.426           | 29-50564 |
| Peculiar Township       | 2895             | 29-56774 |
| Pleasant Hill Township  | 9063             | 29-58412 |
| Polk Township           | 1876             | 29-58718 |
| Raymore Township        | 27.488           | 29-60770 |
| Sherman Township        | 816              | 29-67394 |
| Union Township          | 2304             | 29-74536 |
| West Dolan Township     | 861              | 29-78694 |
| West Peculiar Township  | 7593             | 29-78892 |